# Jay Cameron
Pour les articles homonymes, voir Cameron.
Jay Cameron (14 septembre 1928, New York, États-Unis - 20 mars 2011, San Diego, États-Unis) est un saxophoniste de jazz américain, spécialiste du saxophone baryton, jouant également de l'alto et de la clarinette soprano et basse.

## Carrière
Cameron joue d'abord du saxophone alto puis se spécialise plus tard au baryton, tout en jouant aussi de la clarinette.
Sa carrière commence au début des années 1940 à Hollywood, dans l'orchestre d'Ike Carpenter au sein duquel il joue jusqu'en 1947.
Il s'installe en Europe à la fin de la décennie et joue avec Rex Stewart, Bill Coleman, Roy Haynes et Henri Renaud en France et en Italie. Au début des années 1950, Cameron se produit en Belgique, en Allemagne et en Scandinavie.
En 1955, il joue régulièrement à Paris dans le septet qu'il a formé, l'International Sax Band, dans lequel on trouve également Bobby Jaspar, Barney Wilen et Jean-Louis Chautemps.
Il retourne aux États-Unis en 1956 où il joue dans les orchestres de Woody Herman (1956) et Slide Hampton (1960). Il collabore avec de nombreux musiciens comme Chet Baker, Dizzy Gillespie, Maynard Ferguson (1957-58), Freddie Hubbard (1958), Candido Camero, Bill Barron (en), André Hodeir, Hal McKusick et Paul Winter.
Tout au long de sa vie, il est un musicien très actif ainsi qu'un fervent défenseur du jazz et de son enseignement.